# زلزال ۱
زلزال ۱، یک راکت توپخانه سنگین ساخت ایران است که حدوداً ۱۵۰ کیلومتر برد دارد. این راکت از سال ۲۰۰۱ از سیستم طراحی و ساخت موشک‌های ایران خارج شده و امروزه توسط نیروهای ارتش یمن و نیروهای نظامی سوریه مورد استفاده قرار می‌گیرد.

## تاریخچه
راکت‌های سری زلزال در کنار راکت‌های سری نازعات، از راکت‌های ایرانی هستند که در طول جنگ ایران و عراق طراحی و ساخته شدند. به گفته منابع ایرانی، بعدها از روی سیستم زلزال، موشک‌های نسل فاتح طراحی و ساخته شدند. همینطور از این سیستم،‌ برای ساخت برخی راکت‌های کاوشگر فضایی در ایران استفاده شده است. از سال ۲۰۰۱، ساخت زلزال ۱ در ایران متوقف شده است.
بعدا بر روی نسل اول زلزال، توسعه صورت گرفت و نسل‌های جدید آن با قابلیت‌های متفاوت رونمایی شد. راکت زلزال با سر جنگی جداشونده یا سر جنگی بارشی، از قابلیت‌های نسل بعدی این راکت‌ها بود.‌‌ زلزال های ۲ و ۳ دو نسل دیگر از نسخه توسعه یافته این راکت هستند.
این راکت، توسط نیروهای ارتش یمن در جنگ بین یمن و عربستان مورد استفاده قرار گرفت. بر اساس گزارش‌های غیر رسمی، این راکت‌ها در سوریه نیز مورد استفاده قرار می‌گیرند.

## مشخصات فنی
راکت‌های زلزال، سنگین‌ترین راکت‌های ایرانی هستند که قطر ۶۱۰ میلی‌متری و سر جنگی ۶۰۰ کیلوگرمی دارند. جرم سوخت این راکت، ۱۴۲۲ کیلوگرم است. برد این راکت‌ها ۱۲۵ تا‌ ۱۵۰‌‌ کیلومتر است.‌ طول این راکت ۸.۳۲۵ متر است و وزن آن ۲۹۵۰ کیلوگرم است. خطای این موشک را ۵ درصد گزارش کرده‌اند. این راکت‌ها قابلیت پرتاب از لانچرهای متحرک و ثابت را دارند و بر روی لانچرهای سه‌تایی و تکی نصب می‌شوند.‌‌ شکل ظاهری این راکت، شامل بدنه استوانه‌ای، چهار بالک ذوزنقه‌ای در انتهای بدنه و موتورهای راکتی دوران‌دهنده پیش از بخش دماغه است. 